# ウルドゥー語版ウィキペディア
ウルドゥー語版ウィキペディア（ウルドゥーごばんウィキペディア、ウルドゥー語: اردو ویکیپیڈیا）は、ウィキペディアのウルドゥー語版。2004年1月に始まった。2018年4月7日現在、138,163記事がある。

## 沿革
ウィキペディアの多言語化は2001年5月に始まり、2007年12月までに253言語で約925万もの記事が作成された。ウルドゥー語版ウィキペディアは当初ur.wikipedia.comというアドレスで始動したが、すべての記事がラテン文字で執筆されていた。これは当時のソフトウェアがウルドゥー文字に対応していなかったためである。
現在では技術的なフォント問題はほぼ解消されたが、今でも未改善の部分が残っている。ウルドゥー文字は右から左へ筆記するナスタアリーク体の文字であるため、まれにユーザー側がブラウザの設定を変更しなければならない場合があるのである。
現在ウルドゥー語版ウィキペディアが用いているフォントは、英国放送協会（BBC）のウルドゥー語ウェブサイトが無料配布した「ウルドゥー・ナスフ・アジアタイプ」フォントである。このフォントは記事の本文やヘッダーに使われている。ナビゲーションリンクにはタイムズ・ニュー・ローマンのウルドゥー語フォントが用いられている。どちらもナスフ体の書体を用いている。
また、パキスタンのいくつかのナスタアリーク体の文字がHTMLのCSSのクラス定義のための第二の選択してのみ利用されている。クライアントシステムでデフォルトのフォントが見つからない場合、ナスタアリーク体のスクリプトが使用される。
ウィキペディア翻訳ツールやプロジェクト情報ページは発達の途上である。執筆方法を解説するいくつかのページが翻訳されている。

## 記事数の変遷
| 日付           | 記事数  |
| -------------- | ------- |
| 2007年         | 5,000   |
| 2009年         | 10,000  |
| 2013年         | 20,000  |
| 2014年         | 40,000  |
| 2014年4月24日  | 50,000  |
| 2015年8月12日  | 75,000  |
| 2015年12月29日 | 100,000 |
| 2017年12月     | 125,000 |